# Lisków
Pour les articles homonymes, voir Liskow.
Pour la commune, voir Lisków (gmina).
Lisków est une localité polonaise, siège de la gmina de Lisków, située dans le powiat de Kalisz en voïvodie de Grande-Pologne.